# Ilse Demme
Ilse Demme  (geboren 18. August 1909 in Kassel; gestorben 3. Juli 1969 in Berlin) war eine deutsche Lehrerin und langjährige Leiterin der Gartenarbeitsschule Wilmersdorf. Wegen Widerstands gegen die NS-Diktatur wurde sie ins KZ Ravensbrück eingewiesen.

## Leben und Wirken
Demme studierte Pädagogik in Kassel und war dort mehrere Jahre als Lehrerin tätig. 1936 kam sie nach Berlin, konnte dort aber aufgrund der Nürnberger Gesetze nicht mehr als Lehrerin arbeiten. Stattdessen verdiente sie ihren Lebensunterhalt als Sekretärin und Übersetzerin. Zudem engagierte sie sich im Widerstand gegen den Nationalsozialismus. So vervielfältigte sie beispielsweise die Protestpredigten des Münsteraner Bischofs Clemens August Graf von Galen, in denen er die Ermordung von geisteskranken Menschen durch das NS-Regime anprangerte.  
1941 wurde Demme denunziert und verhaftet. Am 18. August 1942 wurde sie zu einer Haftstrafe im Konzentrationslager Ravensbrück verurteilt, die sie bis zur Befreiung im Mai 1945 verbüßte. 1946 übernahm sie die Leitung der Gartenarbeitsschule Wilmersdorf, die sie bis 1968 innehatte. Der Arbeitsunterricht wurde mit der Reform des Schulwesens 1946 erneut Pflichtfach. Die Klassen kamen einmal in der Woche den ganzen Schultag in die Gartenarbeitsschule, wobei sich Gartenarbeit und Unterricht in den Klassenräumen abwechselten.  
Demme entwickelte Projekte und Methoden, um Schüler und Schülerinnen für Pflanzen, Natur und Garten- und Landwirtschaft zu begeistern. Die Schüler und Schülerinnen konnten so den ganzen Zyklus vom Aussäen, Wachsen, Ernten und Verarbeiten miterleben.

## Ehrungen
2001, zum 80-jährigen Jubiläum, wurde die Gartenarbeitsschule Wilmersdorf nach Ilse Demme benannt. Seit 2001 gehört die Gartenarbeitsschule zum Bezirk Charlottenburg-Wilmersdorf von Berlin. Sie liegt in der Dillenburger Straße 57 in 14199 Berlin.